# Pilote (entreprise)
Pour les articles homonymes, voir Pilote.
Pilote est une des marques d'un fabricant français de camping-cars basé à La Limouzinière.
Fondé en 1962, Pilote fabrique d'abord des caravanes puis des camping-cars. Le groupe Pilote fait partie des trois principaux fabricants français de camping-cars avec Rapido et Trigano.
La société porte, au niveau administratif, le nom de « GP ».

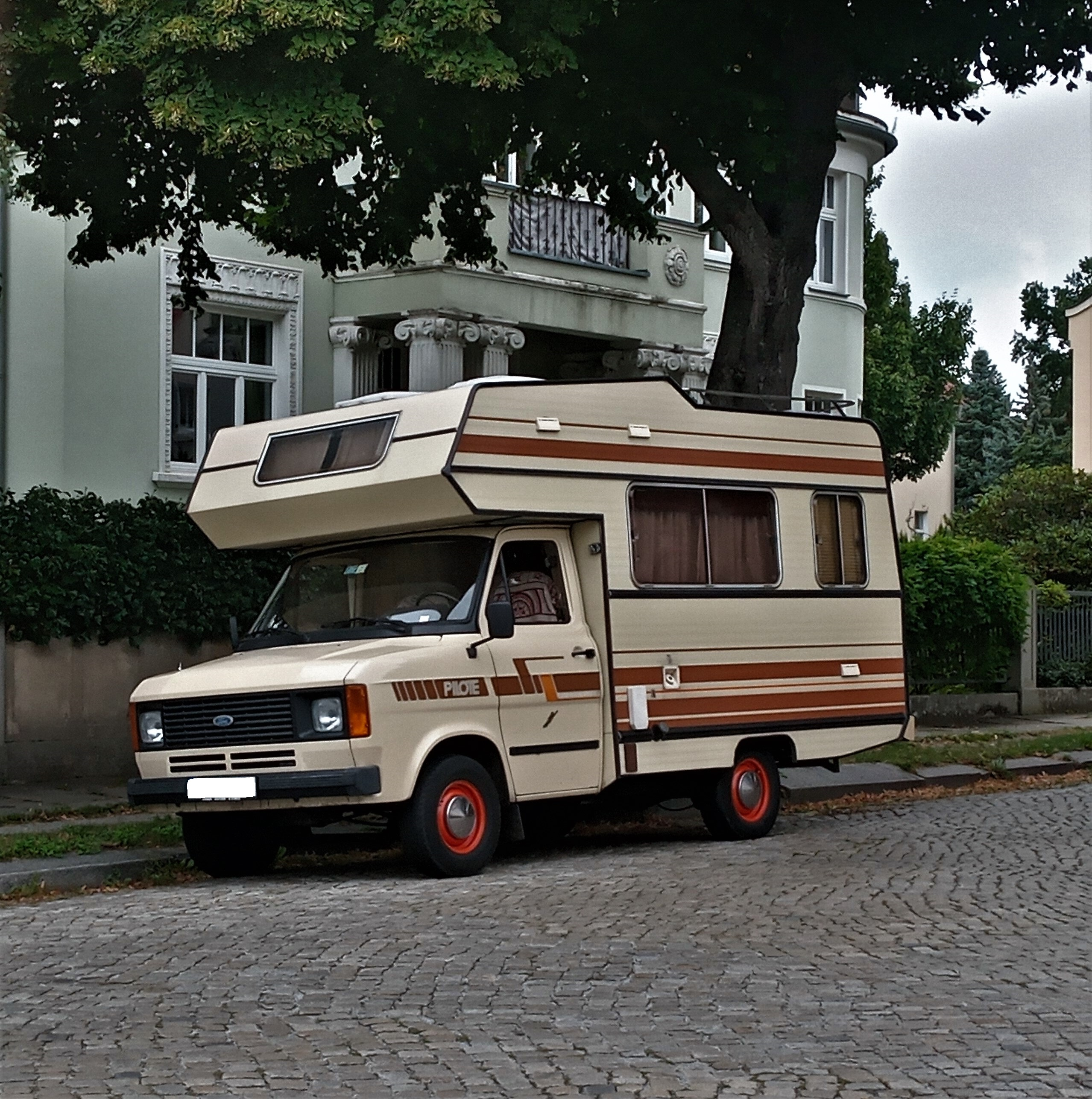
Un camping-car Pilote sur châssis de Ford Transit (fin des années 1970).